# Hoàng Anh Gia Lai FC
El LPBank Hoàng Anh Gia Lai es un equipo de fútbol de Vietnam que milita en la V-League, la liga de fútbol más importante del país.
Fue fundado en el año 2001 en la ciudad de Pleiku, ha hecho acuerdos con el Arsenal FC de Inglaterra y el Muanthong United de Tailandia sobre formación de jugadores. Ha sido campeón de Liga en 2 ocasiones, 2 supercopas y 1 vez finalista del torneo de Copa.
A nivel internacional ha participado en 2 torneo continentales, donde nunca ha podido avanzar de la Primera Ronda.

## Palmarés
- V-League: 2

2003, 2004
- Copa de Vietnam: 0
  - Finalista: 1

2010
- Supercopa de Vietnam: 2

2003, 2004
- Primera División de Vietnam: 0
  - Subcampeón: 1

2001-2002

## Participación en competiciones internacionales
| Temporada | Torneo                  | Ronda            | Club                    | Casa             | Visita   | Global   |
| --------- | ----------------------- | ---------------- | ----------------------- | ---------------- | -------- | -------- |
| 2003      | ASEAN Club Championship | Grupo C          | Persita Tangerang       | 1–2              | 2° Lugar |          |
| 2003      | ASEAN Club Championship | Grupo C          | MCTPC                   | 2–1              | 2° Lugar |          |
| 2003      | ASEAN Club Championship | Cuartos de final | BEC Tero Sasana         | 1–2              |          |          |
| 2004      | AFC Champions League    | Grupo F          | PSM Makassar            | 5–1              | 0–3      | 2° Lugar |
| 2004      | AFC Champions League    | Grupo F          | Dalian Shide            | 3–1              | 0–2      | 2° Lugar |
| 2004      | AFC Champions League    | Grupo F          | Krung Thai Bank         | 0–1              | 2–2      | 2° Lugar |
| 2005      | AFC Champions League    | Grupo E          | Suwon Samsung Bluewings | 1–5              | 0–6      | 4° Lugar |
| 2005      | AFC Champions League    | Grupo E          | Júbilo Iwata            | 0–1              | 0–6      | 4° Lugar |
| 2005      | AFC Champions League    | Grupo E          | Shenzhen Jianlibao      | 0–2              | 0–5      | 4° Lugar |
| 2005      | ASEAN Club Championship | Grupo A          | Pahang FA               | 0–4              | 2° Lugar |          |
| 2005      | ASEAN Club Championship | Grupo A          | Nagacorp                | 5–1              | 2° Lugar |          |
| 2005      | ASEAN Club Championship | Grupo A          | FC Zebra                | 14–1             | 2° Lugar |          |
| 2005      | ASEAN Club Championship | Semifinales      | Tampines Rovers         | 0–0 (aet, 3–5 p) |          |          |
| 2022      | AFC Champions League    | Grupo H          | Yokohama F. Marinos     | 1-2              | 0-2      | 3° Lugar |
| 2022      | AFC Champions League    | Grupo H          | Sydney FC               | 1-0              | 1-1      | 3° Lugar |
| 2022      | AFC Champions League    | Grupo H          | Jeonbuk Hyundai Motors  | 1-1              | 0-1      | 3° Lugar |

## Socios Deportivos
- Arsenal FC
- Muanthong United

## Entrenadores Desde el 2003
| Nombre                         | País          | Periodo |
| ------------------------------ | ------------- | ------- |
| Arjhan Srong-ngamsub           | Tailandia     | 2003-05 |
| Huỳnh Văn Ảnh                  | Vietnam       | 2005    |
| Kiatisuk Senamuang             | Tailandia     | 2006    |
| Chatchai Paholpat              | Tailandia     | 2006-07 |
| Anant Amornkiat                | Tailandia     | 2007-08 |
| Dusit Chalermsan               | Tailandia     | 2008-09 |
| Chatchai Paholpat              | Tailandia     | 2009-10 |
| Kiatisuk Senamuang             | Tailandia     | 2010-11 |
| Dusit Chalermsan               | Tailandia     | 2011    |
| Huỳnh Văn Ảnh                  | Vietnam       | 2011    |
| Choi Yun-Kyum                  | Corea del Sur | 2011-14 |
| Guillaume Graechen             | Francia       | 2015    |
| Nguyễn Quốc Tuấn               | Vietnam       | 2015–17 |
| Dương Minh Ninh                | Vietnam       | 2017–19 |
| Lee Tae-Hoon                   | Corea del Sur | 2019–20 |
| Nguyễn Văn Đàn Dương Minh Ninh | Vietnam       | 2020    |
| Kiatisuk Senamuang             | Tailandia     | 2020–   |

## Jugadores

### Jugadores destacados
| - Đoàn Văn Nitut - Đoàn Văn Sakda - Đoàn Việt Cường - Huỳnh Kesley Alves - Lê Quốc Vượng - Nguyễn Hữu Đang - Nguyễn Phi Hùng - Luis Godoy Muñoz - Nguyễn Việt Thắng - Trịnh Duy Quang - Võ Văn Hạnh - Dusit Chalermsan - Vimol Jankam - Chukiat Noosarung - Choketawee Promrut | - Kiatisuk Senamuang - Tawan Sripan - Datsakorn Thonglao - Yaw Preko - Allan Wanga - Kasule Owen - Lee Nguyễn |

### Números retirados
- 13 -  Kiatisuk Senamuang, FW (2001-06)